# Hinton Battle
Hinton G. Battle  (Neubrücke, 29 de novembro de 1956 – 29 de janeiro de 2024) foi um ator, dançarino e coreógrafo americano. Ele já ganhou três Tony Awards, todos na categoria Melhor Performance Por um Ator em um Musical. Ele foi o primeiro a atuar como o Espantalho na versão de palco do The Wiz em 1975, mas Michael Jackson o substituiu no filme de 1978.
Também interpretou o demônio Sweet em Buffy the Vampire Slayer, no episódio Once More, With Feeling.

## Morte
Battle morreu no dia 29 de janeiro de 2024, aos 67 anos.